# خلافات حول التوحد
أصبح تشخيص مرض التوحد أكثر تكراراً منذ الثمانينات، والذي أدّى إلى خلافات متعددة حول قضية مرض التوحد وطبيعة التشخيص نفسه. ما إذا كان التوحد أساساً من الأسباب الوراثية أو الإنمائية، ودور الصدفة بين مرض التوحد والإعاقة الفكرية، جميع هذه المسائل مثيرة للجدل العلمي الحالي فضلاً عن التحقيق.
تتوافق الأرآء العلمية على أن اللقاحات لاتسبب مرض التوحد، إلا أن الشائعات الشعبية ومقال في مجلة علمية حال دون ذلك حيث أن مقالة ذا لانسيت التي أثارت قلقاً بين الآباء والأمهات وتراجعت بسببها دعاوى كاذبة حيث تم العثور على كاتب المقالة ليكون على قائمة المتقاضين للأجور الذين هم ضد الللقاحات.

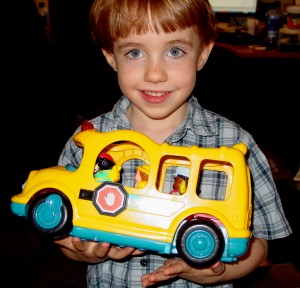
طفل مصاب بالتوحد

## علم الوبائيات
وبائيات مرض التوحد هي دراسة العوامل التي تؤثر في اضطرابات طيف التوحد. تُقدر معظم المراجعات الأخيرة للوبائيات أن نسبة الإنتشار من حالة إلى حالتان من كل ألف شخص لمرض التوحد وحوالي ستة من ألف لاضطرابات طيف التوحد  أما بالنسبة للأطفال فقد ازدادت معدلات طيف التوحد بشكل كبير منذ الثمانينات ، وعلى الأقل جزئيا بسبب التغيرات في ممارسة التشخيص؛ فمن غير الواضح ما إذا كانت فعلا قد ازدادت؛ حيث لا يمكن استبعاد عوامل الخطر البيئية.
ويرتبط خطر مرض التوحد بعدة عوامل مثل تقدم سن الوالدين وداء السكري في الأم أثناء الحمل. ترتبط اضطرابات طيف التوحد مع العديد من الاضطرابات الوراثية وكذلك الصرع، ويرتبط أيضا بالإعاقة الذهنية.

## علم الوراثة
هناك أدلة على أن التوحد له مكون وراثي، حيث أن البحوث الجارية تركز على إيجاد المؤشرات الحيوية التي تحدد نمط التوحد الظاهري.
يعتبر علم الوراثة عامل أساسي لأن هناك نمطاً إحصائياً لخطر مرتفع من إنجاب طفل آخر يعاني من التوحد في الأسر التي لديها طفل مصاب بالفعل. ومع ذلك، بعض آباء وأمهات أطفال التوحد قد يتم تشخيصهم بشكل تدريجي أيضاً بطيف التوحد، فعلى الأقل بعض الأطفال الذين يعانون من التوحد قد يبدو أن آباؤهم يشاركونهم. وهذا يوحي بعض الشيء أن الوراثة ليست السبب اللازم أو أنها لا تلعب دوراً في جميع حالات اضطرابات طيف التوحد، على الرغم من أنه يمكن أن يعني أيضا أن الجينات المسؤولة قد تكون متنحية أو تكون طفرة تلقائية. ومن الملاحظ أن تفاوت اضطرابات طيف التوحد الكبير بين الجنسين، مع أن الإصابة بمرض التوحد لدى الذكور يتجاوز إلى حد كبير الإصابة في الإناث. في حين أن هذا يمكن أن يكون دليلاً لنظرية وراثية، وقد قيل أيضا أن أدمغة الذكور قد تكون أكثر عرضه للإصابة في وقت مبكر من النمو.

## اللقاحات
ظهرت عدة مطالبات مثيرة للجدل فيما يتعلق بالتوحد واللقاحات، المؤدية خصوصاً إلى خلاف (لقاح الحصبة والنكاف والحصبة الألمانية)، وخلاف الثيومرسال، ونظرية اللقاح الزائد.
وصفت مقالة في 2011 أن نقل لقاح التوحد هو «الخدعة الطبية الأكثر ضررا في المائة سنه الأخيرة».

### اللقاح الزائد
اللقاح الزائد هو نظرية إعطاء لقاحات عديدة في وقت واحد والتي قد تطغى أو تضعف جهاز المناعة لدى الطفل، وتؤدي إلى تأثيرات ضارة. وهذه الفكرة معيبة لعدة أسباب. أولاً، لايجب أن تطغى اللقاحات على الجهاز المناعي؛ وفي الحقيقة، تتوقع التقديرات المعتدلة أن الجهاز المناعي يمكن أن يستجيب لآلآف من الفيروسات في وقت واحد. ومن المعروف أن اللقاحات لا تشكل سوى نسبة ضئيلة من مسببات الأمراض التي بطبيعة الحال تواجه طفل في سنة عادية. تُشكل الحمى الشائعة والتهابات الأذن الوسطى تحدياً كبيراً على النظام المناعي أكثر من اللقاحات. ثانياً، أظهرت الدراسات أن اللقاحات بل حتى اللقاحات المتزامنة المتعددة لا تضعف جهاز المناعة أو تخرق الحصانة الشاملة. أخيراً، التوحد ليس مرض مناعي. حيث أن عدم وجود الأدلة يدعم فرضية اللقاح الزائد، إضافةً إلى هذه النتائج المباشرة قد تناقضها مما أدى إلى الاستنتاج بأن برامج اللقاحات الموصى بها حاليا لا «تزيد» أو تضعف جهاز المناعة.

### الثيمورسال
في عام 1999، طلبت مراكز مكافحة الأمراض واتقائها (CDC) والأكاديمية الأمريكية لطب الأطفال (AAP) بإزالة الزئبق العضوي الثيومرسالي المركب من اللقاحات في أسرع وقت ممكن، وقد تم إلغاء الثيومرسال تدريجيا من الولايات المتحدة الأمريكية ومن اللقاحات الأوروبية باستثناء بعض الأعمال التحضيرية في لقاح الإنفلونزا. تحت قانون تحديث إدارة الغذاء والدواء لعام 1997، أجرت الإدارة استعراضاً شاملاً لاستخدام الثيومرسال في لقاحات الطفولة. في عام 1999 من إجراء هذا الاستعراض تم العثور على أدلة تبين وجود ضرر من استخدام الثيومرسال كلقاح محصن بخلاف ردة الفعل لفرط الحساسية الموضعي. اتبعت مراكز مكافحة الأمراض واتقائها، والأكاديمية الأمريكية لطب الأطفال المبدأ الوقائي، الذي يفترض أنه ليس هناك ضرر في توخي الحذر حتى لو اتضح في وقت لاحق أنه ليس مبرراً، ولكن ماتم عمله في عام 1999 من قبلهم قد آثار الارتباك والجدل الذي قد يحول بعيداً دون الحرص والعناية بالموارد حول الجهود لتحديد أسباب مرض التوحد. منذ عام 2000 زُعِم أن الثيومرسال يساهم في مرض التوحد فاتّبع الآلاف من الآباء والأمهات في الولايات المتحدة طريقة التعويض القانوني من الصندوق الاتحادي في زعمهم أن وجود الثيومرسال في لقاحات الأطفال يسهام في مرض التوحد. فضّلت لجنة معهد طب (IOM) لعام 2004 رفض وجود أي علاقة سببية بين اللقاحات المحتوية على الثيمورسال وبين التوحد. ازدادت معدلات الإصابة بمرض التوحد حتى بعد أن تمت إزالة الثيومرسال من لقاحات الطفولة. حاليا لا يوجد أي دليل علمي مقبول يثبت أن التعرض لمادة الثيومرسال قد يكون عاملاً مسبباً في مرض التوحد.

### لقاح الحصبة والنكاف والحصبة الألمانية MMR
أثار موضوع لقاح الحصبة والنكاف والحصبة الألمانية جدلاً في المملكة المتحدة بعد نشره في مجلة ذا لانسيت سنة 1998 بواسطة أندرو ويكفيلد وآخرون. حيث احتوت المقالة على دراسة حالة 12 طفلاً معظمهم من اضطرابات طيف التوحد بعد أن تم اعطائهم اللقاح. خلال مؤتمر صحفي عام 1998 اقترح ويكفيلد أن إعطاء الأطفال اللقاحات في ثلاث جرعات منفصلة سيكون أكثر أماناً من إعطائهم مرة واحده. إلا أن هذا الاقتراح لم يدعم مقالته أو عدة دراسات التي أجريت لاحقاً وفشلت في محاولة إظهار أي رابطة بين اللقاح والتوحد، واتضح لاحقاً أن ويكفيلد قد تلقى تمويلاً من الخصوم ضد صانعي اللقاحات ولم يبلغ الزملاء أو السلطات الطبية عن قضية تضارب المصالح هذه. ومن المعروف أن المقالة لم تكن لتنشر في مجلة ذا لانست بالطريقة التي يتوجب عليها. كان ويكفيلد محط انتقادات شديدة لتعديه على الأسس العلمية وتسببه في انخفاض معدلات التحصين،  وكذلك على الأسس الأخلاقية للطريقة التي أجرى بها البحث. في عام 2004 تم سحب تفسير المقالة الرسمية للتوحد وMMR من قبل ويكفيلد والمؤلفون المشاركون، وفي عام 2010 تم تراجع محرري مجلة ذا لانسيت تماماً عن المقالة.
توصلت جميع مراكز مكافحة الأمراض واتقائها (CDC)  ومنظمة الهجرة الدولية للأكاديمية للعلوم وهيئة الخدمات الصحية الوطنية (المملكة المتحدة) إلى أنه لايوجد أي دليل على وجود صلة بين لقاح MMR والتوحد. في عام 2009 ذكرت صحيفة «صنداي تايمز» أن ويكفيلد تلاعب ببيانات مريض وضلل النتائج في ورقته عام 1998، لخلق مظهر مرتبط بالتوحد. أيضاً، وصفت مقالة في المجلة الطبية البريطانية عام 2011 عن كيفية تزوير هذه البيانات في هذه الدراسة من قِبل ويكفيلد وماسيصل إليه من نتيجة محددة سلفا. ووصفت افتتاحية في نفس المجلة أن عمل ويكفيلد «احتيال», مما أدى إلى انخفاض معدلات التحصين، وتعريض حياة مئات الآلاف من الأطفال للخطر، وإهدار الطاقة والمال عن البحث في الأسباب الحقيقية للتوحد.

### مشاركة المشاهير
تحدث بعض المشاهير عن آرائهم حول التوحد وارتباطه بالتلقيح، بما في ذلك: جيني مكارثي، كريستين كافالاري، توني براكستون، جيم كاري، وبالأخص روبرت اف كينيدي  الذي نشر كتاب Thimerosal: Let the Science Speak: The Evidence Supporting the Immediate Removal of Mercury--A Known Neurotoxin--From Vaccines. 

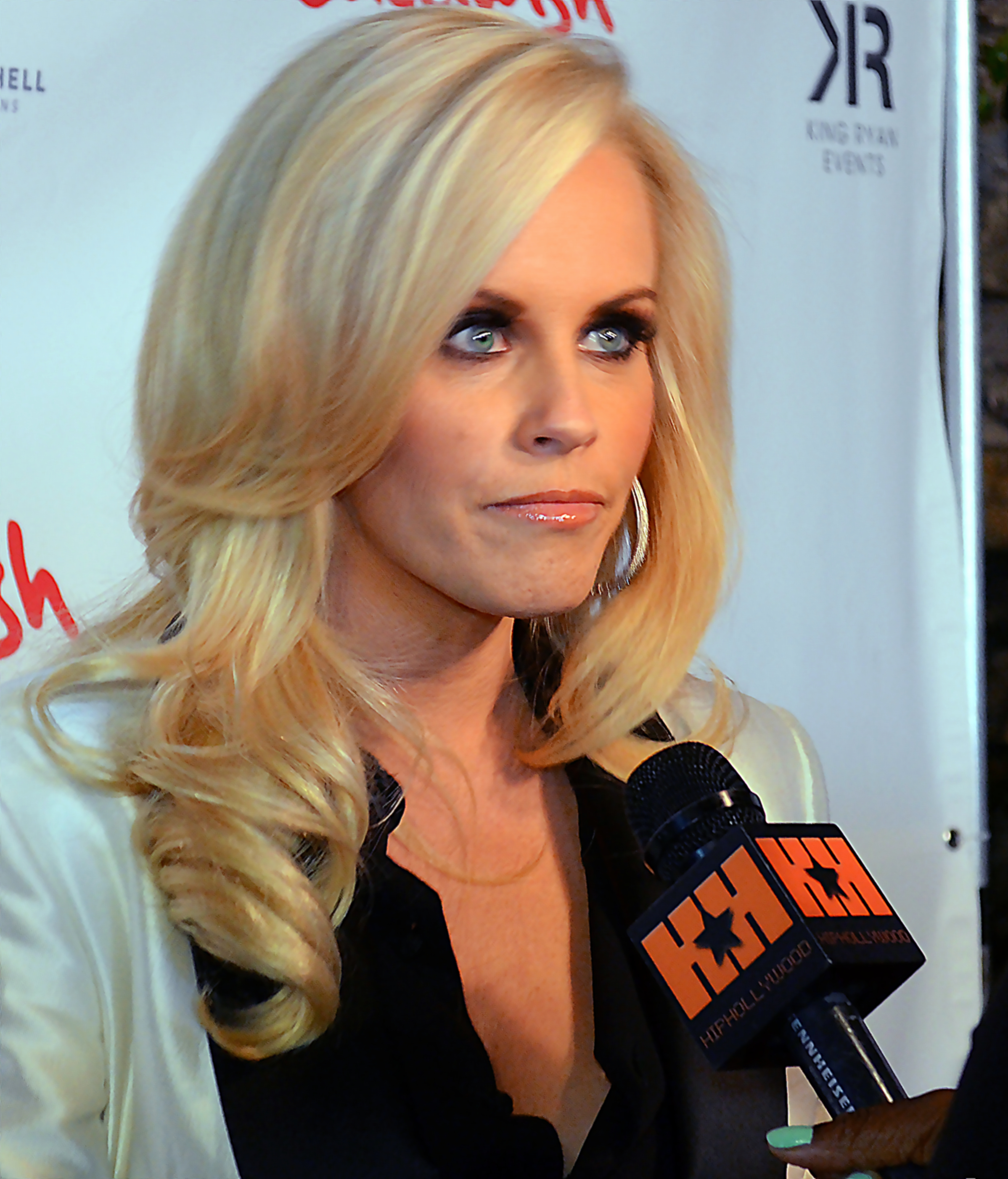
جيني مكارثي تتحدث ضد استخدام اللقاحات مشيرة إلى أنها سببت مرض التوحد في ابنها

وقد قالت مكارثي، واحدة من المشاهير الأكثر جرأة في هذا الموضوع  أن تشخيص التوحد في ابنها إيفان كان نتيجة من لقاح التوحد MMR وقد قامت بتأليف كتاب Louder than Words: A Mother's Journey in Healing Autism and co-authored Healing and Preventing Autism.
وأسست أيضاً منظمة تدعى «جيل الإنقاذ» التي توفر الموارد للأٌسر المتأثرة بمرض التوحد.
ادّعى دونالد ترامب في عام 2015 من شهر ايلول في المناظرة الرئاسية عبر سي إن إن معرفته بطفل ذو العامين والذي حصل مؤخراً على لقاح مركب مما أدى إلى إصابته بحمى مرتفعة جداً وهو الآن يعاني من طيف التوحد.

## الذكاء
النسبة المئوية للأفراد الذين يعانون من التوحد وأيضاً الذين يستوفون المعايير للإعاقة الفكرية قد ذُكرت كما في أي مكان من 25% إلى 70% مشكلة تفاوتاً واسعاً مما يوضح صعوبة تقييم ذكاءالذين يعانون من التوحد. وبالنسبة للاضطرابات النمائية الشاملة الغير محددة فإن ارتباطها مع الإعاقة الذهنية أضعف بكثير، باستثناء تشخيص آسبرجر في التأخيرات السريرية الكبيرة في المهارات العقلية أو المعرفية.
اقترحت دراسة في عام 2007 أن مصفوفات ريفين المتتابعة (RPM) قد تكون مؤشراً أفضل للذكاء عند أطفال التوحد من مقياس شسلر للذكاء (WISC) عند الأطفال الذي يشاع استخدامه لاختبار المنطق المجرد.
يشتبه الباحثين أن WISC يعتمد اعتماداً كبيراً على اللغة لتكون مقياس دقيق للأفرادالذين يعانون من التوحد. وكشفت دراستهم على أن الأطفال الطبيعيين سجلوا المثل في كل من الاختبارات، ولكن الأطفال الذين يعانون من التوحد كانوا بحال أفضل بكثير في PMR مما في WISC. حيث أن PMR اجراءات مجردة عامة وسلسة تفترض نقص قدرة الأفراد الذين يعانون من التوحد.
بينت دراسة عام2008 تأثيراً مماثلاً ولكن بدرجة أقل بكثير للأفراد ذوي الذكاء الأقل من 85 في مقياس شسلر للذكاء.

## حركة حقوق التوحد

يمثل رمز قوس قزح الملون اللانهائي تنوع طيف التوحد، فضلا عن حركة نيوروديفيرسيتي الكبرى

حركة حقوق التوحد (ARM) هي حركة اجتماعية تشجع الناس الذين يعانون من التوحد ومقدمي الرعاية والمجتمع لاتخاذ موقف نيوروديفيرسيتي، وقبول التوحد كاختلاف في الأداء بدلاً من اضطراب عقلي للشفاء.
تدعوا ARM إلى مجموعة متنوعة من الأهداف بما في ذلك أن تحظى سلوكيات التوحد بقبول كبير؛ وتقديم العلاجات التي تعلم الأفراد الذين يعانون من التوحد مهارات التكيف بدلاً من العلاجات التي تركز على تقليد سلوكيات الأشخاص الطبيعيين؛ وإنشاء الشبكات الاجتماعية التي تسمح للأشخاص الذين يعانون من التوحد بالاختلاط بطريقتهم الخاصة، وادراك بأن مجتمع التوحد مجموعة أقليات.
حقوق التوحد أو دعاة نيوروديفيرسيتي تعتقد أن طيف التوحد جيني، وينبغي تقبُله كتعبير طبيعي عن الجينوم البشري. هذا المنظور يختلف من ناحيتين: (1) المنظور السائد أن التوحد يحدث بسبب وجود عيوب وراثية وينبغي معالجتها باستهداف جينات التوحد. (2) منظور أن التوحد يحدث بسبب العوامل البيئية مثل اللقاحات، والتلوث، ويمكن علاجه عن طريق معالجة الأسباب البيئية.

### منظورالعلاج المضاد
يعد علاج مرض التوحد مسألة مثيرة للجدل. لم يكن الأطباء والعلماء متأكدين من أسباب التوحد حيث تم دعوة العديد من المنظمات مثل «معهد بحوث التوحد» و«التوحد يتحدث» للبحث عن علاج. وبيّن أعضاء منظمات مختلفة لحقوق التوحد أنه وسيلة حياة وليس مرض وبالتالي قبول دعوة البحث عن علاج، إلاأن بعض مناصري التوحد يعتقدون أن العلاجات الشائعة للاختلافات السلوكية واللغة المرتبطة بالتوحد، مثل تحليل السلوك التطبيقي، ليست فقط مضللة ولكن أيضاً غير أخلاقية.
اقرت حركة «منظور العلاج المضاد» وجهة نظر أن التوحد ليس اضطراب، ولكن حدوثه يعتبر عادياً بسبب اختلاف في تركيب الدماغ أو كتعبير أقل شيوعاً بسبب الجينيوم البشري.
يعتقد مناصري التوحد أن هذا المنظور وسيلة فريدة ينبغي التحقق من صحته بدعمه وجعله محل تقدير بدلاً من نبذه . وينبغي التسامح مع الطابع الفريد للأفراد الذين يعانون من التوحد والتسامح مع الاختلافات في أي جماعة أقلية وأن الجهود المبذولة للقضاء على مرض التوحد لا ينبغي مقارنتها على سبيل المثال مع علاج السرطان والمفهوم القديم للمعالجة .
(ARM) هو جزء من حركة حقوق الإعاقة الأكبر، وعلى هذا النحو يُعترف بالنوذج الاجتماعي للإعاقة. حيث تُعتبر الصراعات التي يواجهها الأشخاص الذين يعانون من التوحد ضمن النموذج على أنها تمييز بدلاً من اعتبارها ضمن جوانب القصور.
يعد «جون روبنسون» من المناقشين حول قضية مرض التوحد من الناحية الاجتماعية والقانونية والأخلاقية فيما يخص بحوث ذات مصلحة خاصة في الاجتماع الدولي لبحث التوحد (IMFAR)عام 2014. وانتهى بفريق العمل إلى أن المجتمع العلمي للتوحد على شفا حفرة إذا لم يغير عدة عوامل، مع ملاحظة أن كبر حجم السياق في مجتمع التوحد للولايات المتحدة بما يتناسب مع المجموعات الأقلية الأخرى مثل اليهود أو الأمريكيين الأصليين.
أكد روبنسون أن الناس الذين يعانون من التوحد يجب أن يكونوا تحت الرقابة الإدارية فيما يخص أبحاث التوحد. وندد باستخدام كلمات مثل «علاج», وأشار بأن جهود الباحثين الصريحة أو الضمنية للقضاء على مرضى التوحد تعد صيغة للكوارث، ومن الضروري ايقافهم. وأكد أيضا أن المذكرات والروايات التي كتبها مرضى التوحد عن المرض جديرة بالثقة أكثر من مايسرده الغير مصابين.

## الإهتمام المشترك
الاهتمام المشترك هو التركيز المشترك من شخصين على شخص واحد. ويشير إلى مجموعة من السلوكيات في أحد الفئتين: استجابة الطفل لاشارة شخص آخر أو التنقل بالعين، وسعي الطفل لاهتمام الآخر. الكثير من سلوكيات الاهتمام المشترك تختلف في الأطفال الذين يعانون من التوحد، فعلى سبيل المثال: التواصل بالعين يكون غائب نسبيا أو غامض.
يبدو أن هذه المهارات لديها شرطان أساسيان لتطوير فنية اللغة. حيث أنه من المفترض أيضاً من أطفال التوحد الشروع في الاهتمام المشترك وربما غالباً المشاركة مع أقرانهم، وإن كان ذلك بطرق غير اعتيادية، حيث أنه يجب على أحد الوالدين الانضمام إلى طفله الساعي للاهتمام والمحاولة بجد في ملاحظة طلبات الطفل الغير اعتيادية بدلاً من التركيز على نمط سلوك الطفل، إلا أن البيانات التجريبية التي تدعم الفرضية الأخيرة لازالت في موضع تساؤل .

## مضاعفات التشخيص
رغم أن التنقيح الخامس عام 2013 للدليل التشخيصي والإحصائي للاضطرابات النفسية (DCM-5) يملك خصوصية كبيرة، وتقارير محدودة وأكثر حساسية.
بسبب التغييرات في DSM والتقليل من الحساسية، وهناك احتمالية أن الأفراد الذين تم تشخيصهم باضطرابات طيف التوحد (ASD) والذين يستخدمون النسخة الرابعه من الدليل التشخيصي والإحصائي للاضطرابات النفسية (DSM-IV-TR) لن يستطيعوا من تلقي نفس التشخيص مع (DCM-5).
من بين 993 فرداً من الذين تم تقييمهم، هناك حوالي 39 في المائة من عيناتهم تم تشخيصها باضطرابات طيف التوحد باستخدامهم لمعايير (DSM-IV-TR) التي لم تستوفي معايير (DSM-5). مبدئياً، معايير (DSM-5) لم تعد تصنفهم مع وجود اضطرابات طيف التوحد، باعتبارها أرقاماً دون تشخيص. ومن المحتمل أن الأفراد الذين أظهروا ارتفاعاً في الأداء المعرفي واضطرابات أخرى مثل آسبرجر أو اضطرابات نمائية شاملة غير محددة (PDD-NOS)، تم استبعادهم تماماً من المعايير. كما أن الأكثر احتمالية أن الأطفال الصغار الذين لا يحملون مجمل الأعراض والخصائص لاضطرابات طيف التوحد هم أكثر عرضه لخطر الاستبعاد من المعايير الجديدة نظراً لأنهم يملكون اضطراب آسبرجر الذي عادةً لا تظهر أعراضه حتى وقت لاحق في مرحلة الطفولة. وذلك لأن بداية الظهور مختلفة في آسبرجر من التوحد. إن تجمُع الاضطرابات معاً لا يمنح عادة التمييز في سن البداية والذي يعتبر إشكالية في التشخيص. من الواضح من خلال مختلف الدراسات أن كمية الأشخاص الذين يقومون بالتشخيص ستتضائل بشكل كبير وملفت بسبب معايير (DSM-5) الجديدة.